# Коловодник звичайний

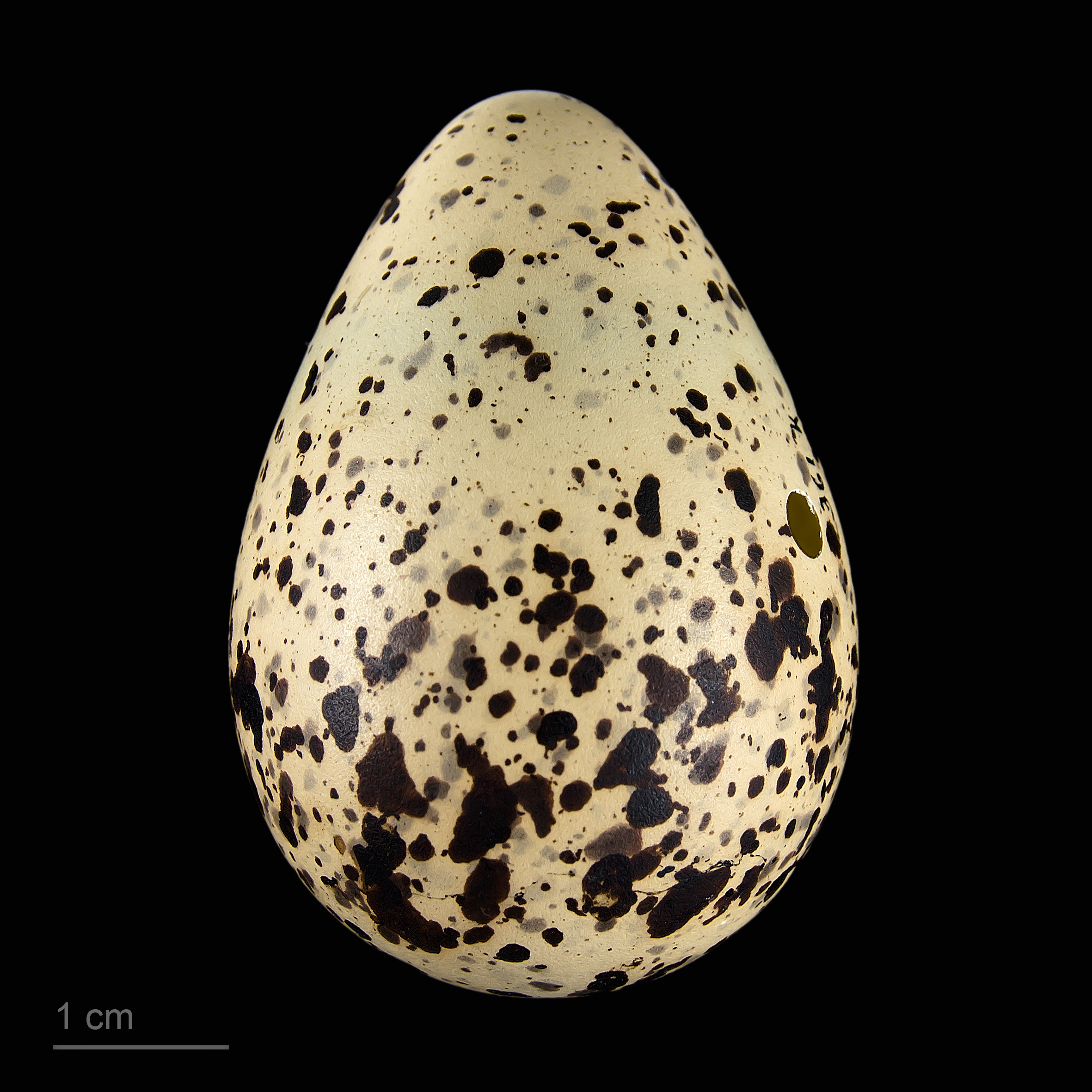
Яйця підвиду Tringa totanus totanus в оологічній колекції (Тулузький музей)

Коловодник звичайний, або травник (Tringa totanus) — прибережний птах родини Баранцевих (Scolopacidae). В Україні гніздовий, перелітний вид.

## Зовнішній вигляд
Кулик середнього розміру. Маса тіла 110—170 г, довжина тіла 27-29 см, розмах крил 45-52 см. Дорослий птах у шлюбному вбранні зверху сірувато-бурий, з темно-бурими дрібними плямами; поперек і надхвістя білі; воло сірувато-буре; решта низу білувата, з темними рисками; спід крил білий; зовнішні першорядні махові і їх покривні пера темно-бурі; білі частини внутрішніх першорядних махових пер і білі другорядні махові пера утворюють на крилі «дзеркальце», яке помітне лише в польоті; хвіст смугастий; дзьоб червоний, на кінці чорний; ноги червоні, в польоті виступають за хвостом; у позашлюбному вбранні верх майже однотонно сірувато-бурий; груди і черево білуваті; червона лише основа дзьоба. Молодий птах подібний до шлюбного дорослого, але пера верху бурі, з вохристою облямівкою; дзьоб темно-сірий.
Від усіх коловодників відрізняється білим «дзеркальцем», добре помітним у польоті.

## Ареал
Широко поширений майже по всій Європі, крім Балканського півострова, а в Азії до Татарської затоки. На півночі Європи він гніздиться до Санкт-Петербургу, а на півдні Азії до північного передгір'я Гімалай. Зимує в Африці, Південній Азії, частково у Великій Британії та Італії. В Україні гніздовий, перелітний птах. Гніздиться на всій території, крім гір та Закарпатської рівнини; мігрує скрізь.

## Живлення
Травники здобувають їжу, бродячи у мілкій воді або по берегу, де вони збирають здобич на поверхні ґрунту або з верхніх шарів мулу. Основу їх їжі становлять личинки комах, в меншій кількості зустрічаються дорослі форми, головним чином жуки і клопи. Крім комах, ці птахи ще їдять молюсків і павуків.
Травники знищують хижих водяних комах, які є шкідниками рибного господарства.